# Power Rangers Turbo, le film
 (avril 2025).
Si vous disposez d'ouvrages ou d'articles de référence ou si vous connaissez des sites web de qualité traitant du thème abordé ici, merci de compléter l'article en donnant les références utiles à sa vérifiabilité et en les liant à la section « Notes et références ».
Série
Power Rangers, le film Power Rangers (film, 2017)
(2017)
Pour plus de détails, voir Fiche technique et Distribution.
Power Rangers Turbo, le film (Turbo: A Power Rangers Movie) est un film américano-japonais réalisé par David Winning et Shuki Levy, sorti en 1997.
C'est la seconde adaptation cinématographique de la franchise américaine Power Rangers, après Power Rangers, le film (1995).
Le film débute alors que la maléfique pirate galactique Divatox pourchasse le magicien Lerigot, qui se réfugie sur Terre en Centrafrique. Elle veut lui prendre une Clé d'Or pour accéder à l'Île de Muiranthias, où se trouve le Temple du démon Maligore, son futur époux. Là, elle compte le réveiller avec des victimes humaines - qui se trouveront être des Power Rangers actifs ou retraités, ce qui permet aussi à Divatox de faire chanter Lerigot. De leur côté, les Power Rangers luttent pour sauver un orphelinat, mais ils doivent aussi intégrer une jeune recrue, Justin, qui a découvert leur identité et devient le Ranger bleu. D'abord bernés par Divatox, qui leur donne des mannequins à la place de ses otages en échange de la Clé, ils créent la Technologie Turbo et des clés imitées de celle de Lerigot. Ils combattent en chemin les sbires de Divatox mais ne peuvent pas libérer Jason, et, sur l'île, Kimberly se fait kidnapper par les Manikayans que Divatox subjugue : elle a à nouveau deux offrandes.

## Synopsis
Un an après que les Zeo Rangers ont vaincu le Roi Mondo et le monde a été dépeint à la fin de Power Rangers Zeo, sur la planète lointaine Liaria, un sorcier nommé Lerigot est en fuite pour sauver sa vie des forces ennemies invisibles. Dans le désespoir, il utilise une clé magique en sa possession pour se téléporter loin d'eux.
Dans la ville d'Angel Grove, les Zeo Rangers, Tommy Oliver, Adam Park et Rocky DeSantos s'entraînent pour un prochain tournoi de charité d'arts martiaux, mais le manque de concentration de Rocky pendant l'entraînement le fait échouer à un coup de pied sauté et il atterrit sur sa colonne vertébrale, se blessant gravement, et il est emmené à l'hôpital. Ailleurs dans la ville, leurs camarades Zeo Rangers Katherine Hillard et Tanya Sloan sont dans un bus scolaire en train d'aider les enfants de l'orphelinat Little Angel's Haven. Parmi les enfants se trouve un jeune garçon nommé Justin Stewart, qui est coincé à l'orphelinat à cause de son père qui travaille toujours et n'est jamais là et de la mort de sa mère. Kat essaie de le réconforter, mais Justin la repousse.
De retour sur Liaria, la pirate extraterrestre Divatox réprimande ses soldats pour avoir échoué à capturer Lerigot et ordonne à ses subordonnés Rygog et Elgar de le trouver immédiatement. Ils retracent le chemin du sorcier jusqu'à la Terre, et Divatox déduit qu'il cherche refuge auprès de Zordon. Leur sous-vaisseau décolle immédiatement de Liaria et vole vers la Terre.
À l'hôpital, Justin vient rendre visite à Rocky mais se cache sous son lit lorsque les autres Zeo Rangers viennent lui présenter leurs condoléances. Leurs communicateurs se déclenchent soudainement alors que Zordon les convoque dans la Chambre des Pouvoirs, ignorant que Justin les a entendus, mais Rocky découvre que Justin se cachait sous son lit et les a entendus par accident, découvrant ainsi que Rocky et ses amis sont les Zeo Rangers. À l'intérieur de la Chambre des Pouvoirs, Zordon et Alpha 5 expliquent que Lerigot est poursuivi par Divatox dans le cadre de son plan pour réveiller et épouser le démon du feu Maligore, qui dort sur l'île de Muiranthias. Pris de panique, Lerigot s'est retrouvé dans la nature africaine, où il rencontre des animaux et est maintenant en danger de mourir d'un coup de chaleur. Tommy et Kat acceptent de localiser le sorcier et de le mettre en sécurité.
Alors qu'ils arrivent sur Terre, Divatox fait capturer deux humains "de pureté et de force" pour les utiliser comme sacrifices pour Maligore. Elgar lui amène Bulk et Skull, des gardes de sécurité travaillant sous les ordres de Jerome Stone qui se sont perdus en se rendant au Dance-a-Thon International lorsqu'ils ont été capturés. Dégoûtée par son mauvais choix de sacrifices, Divatox ordonne à Elgar de réessayer et jette le duo dans la cale du sous-vaisseau.
Après une longue et dangereuse recherche en Afrique, Tommy et Kat trouvent Lerigot inconscient et le réveillent avec des fournitures de leurs Boîtes de Pouvoir, puis l'emmènent à la Chambre des Pouvoirs pour qu'il récupère. Ils sont rapidement contactés par Divatox, qui exige que Lerigot lui soit immédiatement livré. Pour appuyer ses dires, elle révèle qu'elle a capturé la femme et l'enfant de Lerigot, Yara et Bethel, ainsi que les anciens Rangers Jason Lee Scott et Kimberly "Kim" Ann Hart (tous deux capturés alors qu'ils faisaient de la plongée sous-marine) et qu'elle les tuera tous si le sorcier ne se rend pas.
Sur la plage, les Rangers sont incapables d'arrêter Lerigot alors qu'il se rend volontairement à Divatox, et ses forces rejettent ce qui semble être Jason et Kimberly dans l'eau pendant qu'ils l'emmènent. Les Zeo Rangers découvrent rapidement qu'il ne s'agit que de mannequins avec leurs combinaisons de plongée. Dans le sous-vaisseau, Jason et Kimberly sont placés dans la cale à côté de Bulk et Skull en attendant leur sort en tant que sacrifices pour Maligore.
Zordon explique que la clé magique de Lerigot est nécessaire pour assurer un passage sûr à travers le Triangle Némésis, qui empêche tous les vaisseaux d'atteindre Muiranthias. Un navire connu sous le nom de Galion Fantôme peut passer à travers le Triangle, mais les pouvoirs actuels des Zeo Rangers ne suffiront pas pour ce voyage. Au lieu de cela, Zordon crée une nouvelle forme de pouvoir pour les protéger - les Clés Turbo et les Turbo Zords. Maintenant, les Turbo Rangers, Tommy, Kat, Tanya et Adam s'adaptent rapidement à leurs nouveaux Turbo Zords, le Red Lightning, le Wind Chaser, le Dune Star et le Desert Thunder, bien que le Mountain Blaster de Rocky doive rester en arrière en raison de ses blessures jusqu'à ce qu'il se rétablisse.
Les Turbo Rangers arrivent au point de rendez-vous où le Galion Fantôme attend ses passagers. Avant d'embarquer, le Mountain Blaster arrive avec son conducteur... Justin. Il explique qu'il a suivi les Turbo Rangers jusqu'à la Chambre des Pouvoirs et qu'il a reçu la bénédiction de Zordon pour prendre la place de Rocky et devenir le Turbo Ranger Bleu. Maintenant à nouveau au complet, les Turbo Rangers chargent les Turbo Zords à bord du Galion et commencent leur voyage.
Bien que les Clés Turbo des Rangers rendent le Galion invisible pour le sous-vaisseau de Divatox, elles ne font pas de même pour l'équipage du sous-vaisseau, ce qui permet à Divatox de les repérer sur le radar, elle déploie donc des Putra Pods pour monter à bord du Galion et les détruire, bien qu'ils soient repoussés. Dans les cales, Jason et Kimberly tentent de s'échapper en démontant une cloison, un plan dangereux qui les fait presque se noyer. Alors que Kimberly s'échappe avec Bulk et Skull, Jason reste prisonnier car il avait aidé Kimberly avec son t-shirt qui s'était accroché et n'est pas parvenu à les suivre avant que Divatox ne scelle la cloison avec l'écoutille de secours et le laisse piégé. Elle est mécontente que Maligore doive se contenter d'un seul sacrifice... pour l'instant.
Après avoir forcé Lerigot à faire passer son sous-vaisseau à travers le Triangle Némésis, Divatox est choquée de voir les Turbo Rangers toujours à sa poursuite, et un appel à l'aide de Rita Repulsa s'avère inutile. Le sous-vaisseau tire des torpilles sur le Galion pour le détruire, mais les Turbo Rangers s'échappent avec leurs Turbo Zords et conduisent à la surface de l'océan pour atteindre Muiranthias. Kimberly est également retrouvée par les Manikayans, bien que Bulk et Skull soient laissés à eux-mêmes mais réussissent à leur échapper. Après avoir touché terre, Divatox convainc les Manikayans autochtones (qui détiennent Kimberly) de la conduire au temple de Maligore où ils le vénèrent.
En se métamorphosant avec leurs Clés Turbo pour la première fois, les Turbo Rangers poursuivent le temple, où Divatox s'apprête à jeter Jason et Kimberly dans le Puits de la Flamme Éternelle et à réveiller Maligore avec une collation pré-nuptiale. Elle envoie ses Piranhatrons pour retarder les Turbo Rangers pendant que les sacrifices sont faits et que Jason et Kimberly sont réincarnés en sbires maléfiques de Maligore. Les Turbo Rangers parviennent à peine à empêcher leurs propres amis de les tuer, mais Lerigot et Yara utilisent leur pouvoir combiné pour les ramener à la normale, ce qui permet aux Turbo Rangers de sortir leurs Armes Turbo et de se concentrer sur les Pirahnatrons.
Divatox jette Elgar dans le Puits comme nouveau sacrifice, réveillant Maligore alors qu'il commence à lancer les Rangers sans effort. Lorsque Maligore prend une taille gigantesque, les Turbo Rangers invoquent leurs Turbo Zords pour se transformer en Turbo Megazord. Après un combat féroce, le Turbo Megazord détruit Maligore, et Divatox s'enfuit en jurant de se venger des Power Rangers tandis que le volcan entre en éruption.
Après avoir récupéré Bulk et Skull, les Rangers retournent à Angel Grove à temps pour le tournoi d'arts martiaux, avec Jason remplaçant Rocky. Tommy remporte finalement le tournoi, remportant une importante donation de charité pour le Little Angel's Haven. Les Turbo Rangers retournent plus tard à la Chambre des Pouvoirs pour saluer Lerigot et sa famille alors qu'ils rentrent chez eux à Liaria.

## Fiche technique
Sauf indication contraire, les informations mentionnées dans cette section peuvent être confirmées par la base de données cinématographiques IMDb,  présente dans la section « Liens externes ».
- Titre original : Turbo: A Power Rangers Movie
- Titre français : Power Rangers Turbo, le film
- Réalisation : David Winning et Shuki Levy
- Scénario : Shuki Levy et Shell Danielson, d'après les personnages créés par Haim Saban et Shuki Levy
- Musique : Rick Hromadka et Shuki Levy
- Direction artistique : David Lazan et Steven R. Miller
- Décors : Yuda Acco et Julie Bolder
- Costumes : Danielle Baker, David P. Barton, Chloe Chrislock et Kyle Kessenich
- Photographie : Ilan Rosenberg
- Son : Mark Ettel, Darryl Patterson
- Montage : Henry Richardson et B.J. Sears
- Production : Jonathan Tzachor

Producteurs délégués : Haim Saban et Shuki Levy
Producteur associé : Jimmy Kent
- Sociétés de production[1] : 20th Century Fox, Saban Entertainment et Toei Company
- Sociétés de distribution[1] :
  - États-Unis : 20th Century Fox
  - Japon : Super Channel (sortie TV), Toei Company (sortie tous médias), Toei Video Company (sortie en VHS)
- Budget : 8 millions de dollars[2] (estimation) / 10 millions de dollars[3]
- Pays d'origine :  États-Unis,  Japon
- Langue originale : anglais
- Format[4] : couleur - 1,85:1 (Panavision) - son Dolby Digital | SDDS
- Genre : action, aventure, science-fiction
- Durée : 99 minutes
- Dates de sortie[5] :
  - États-Unis et Canada : 28 mars 1997
  - Belgique : 29 octobre 1997
  - France : 3 juin 1998
  - Japon : 2 août 1999 (sortie directement à la TV)
- Classification[6] :
  -  États-Unis : PG - Parental Guidance Suggested (Certaines scènes peuvent heurter les enfants - Accord parental souhaitable)

## Distributions

### Turbo Rangers
| Acteurs                                   | Rôles                   | Rangers            | Armes                                                          | Véhicules                       | Zords            |
| ----------------------------------------- | ----------------------- | ------------------ | -------------------------------------------------------------- | ------------------------------- | ---------------- |
| Jason David Frank (VF : Patrick Poivey)   | Thomas "Tommy" Oliver   | Turbo Ranger Rouge | Turbo Morpher, Auto Blaster, Turbo Épée, Turbo Glaive Lumineux | Red Lightning (Mode Voiture)    | Red Lightning    |
| Blake Foster (VF : Sophie Arthuys)        | Justin Stewart          | Turbo Ranger Bleu  | Turbo Morpher, Auto Blaster, Turbo Épée, Turbo Blasters        | Mountain Blaster (Mode Voiture) | Mountain Blaster |
| Johnny Yong Bosch (VF : Bernard Soufflet) | Adam Park               | Turbo Ranger Vert  | Turbo Morpher, Auto Blaster, Turbo Épée, Turbo Canon           | Desert Thunder (Mode Voiture)   | Desert Thunder   |
| Nakia Burrise (VF : Béatrice Bruno)       | Tanya Sloan             | Turbo Ranger Jaune | Turbo Morpher, Auto Blaster, Turbo Épée, Turbo Poings          | Dune Star (Mode Voiture)        | Dune Star        |
| Catherine Sutherland (VF : Agnès Gribe)   | Katherine "Kat" Hillard | Turbo Ranger Rose  | Turbo Morpher, Auto Blaster, Turbo Épée, Turbo Arbalète        | Wind Chaser (Mode Voiture)      | Wind Chaser      |

### Amis

#### Base Arrière
- Zordon (Bob Manahan) : Zordon est le mentor des Turbo Rangers et leur confie la mission de se rendre à Muranthias pour empêcher Divatox de libérer Maligore. Il recrute également Justin Stewart pour remplacer Rocky DeSantos en tant que Turbo Ranger Bleu.
- Alpha 5 (Richard Steven Horvitz) : Alpha 5 est l'assistant robotique de Zordon qui aide les Power Rangers à créer leurs pouvoirs Turbo. Il serait également un vieil ami du Liarian, Lerigot, et serait capable de traduire sa langue afin d'informer tout le monde de sa situation actuelle.

#### Angel Grove
- Jason Lee Scott (Austin St. John) : Jason Lee Scott est l'ancien Ranger Rouge et Ranger Doré qui se rendrait à Angel Grove avec Kimberly "Kim"  Ann Hart, l'ancienne Ranger Rose, pour surprendre ses anciens coéquipiers et les aider avec le refuge pour enfants. Lors d'une plongée sous-marine, lui et Kimberly seraient capturés et utilisés par Divatox comme sacrifice pour Maligore. Il serait temporairement possédé et se battrait contre Tommy Oliver, le Turbo Ranger Rouge, jusqu'à ce qu'il soit purifié par Lerigot et Yara. Après son retour à Angel Grove, il remplacerait Rocco "Rocky" DeSantos lors d'une compétition d'arts martiaux pour collecter des fonds pour le refuge pour enfants.
- Kimberly "Kim" Ann Hart (Amy Jo Johnson) : Kimberly "Kim" Ann Hart est l'ancienne Ranger Rose qui se rendrait à Angel Grove avec Jason Lee Scott, l'ancien Ranger Rouge et Ranger Doré, pour surprendre ses anciens coéquipiers et les aider avec le refuge pour enfants. Lors d'une plongée sous-marine, elle serait capturée aux côtés de Jason et utilisée par Divatox comme sacrifice pour Maligore. Elle serait temporairement possédée et se battrait contre les Turbo Rangers jusqu'à ce qu'elle soit purifiée par Lerigot et Yara. Après son retour à Angel Grove, elle serait dans le public de la compétition d'arts martiaux visant à collecter des fonds pour le refuge pour enfants.
- Rocco "Rocky" DeSantos (Steve Cardenas) : Rocco "Rocky" DeSantos était l'ancien Zeo Ranger III Bleu qui a renoncé à passer au statut de Ranger Turbo après avoir subi une blessure au dos lors de son entraînement pour la compétition d'arts martiaux.
- Bulk & Skull (Paul Schrier & Jason Narvy) : Bulk et Skull ont été capturés par Elgar pour être sacrifiés à Maligore, mais Divatox les a trouvés indigne de son promis et les a jetés dans la cale. Pour les rendre moins gênants, leurs cerveaux ont été modifiés, ce qui les a fait agir différemment.
- Jérôme Stone (Gregg Bullock) : Jérôme Stone serait réembauché par le département de police d'Angel Grove et confierait à Bulk & Skull la tâche de surveiller le marathon de danse international.

#### Planète Liaria
- Lerigot (Jim Simanton) : Lerigot est un sorcier liarian qui fuit sa planète, Liaria, et voyage sur Terre pour échapper aux forces de Divatox qui veulent le kidnapper afin de l'utiliser pour libérer Maligore. Finalement, après avoir découvert que Divatox a réussi à kidnapper sa femme et son enfant, il accepte volontairement d'offrir ses services.
- Yara (Danny Payte) : Yara est une Liarian et l'épouse de Lerigot, capturée par Divatox afin de contraindre Lerigot à l'aider à se rendre en sécurité sur l'île de Muranthias.

### Ennemis

#### Sous-marin de Divatox
- Divatox (Hilary Shepard) : Divatox est une pirate de l'espace intergalactique qui désire épouser l'être Maligore afin d'utiliser son pouvoir pour conquérir l'univers. Pour cela, elle capture le sorcier liarian Lerigot et utilise sa magie pour traverser le Triangle Némésis. Après que Maligore ait été détruit par les Turbo Rangers, Divatox jure de se venger des Turbo Rangers pour avoir ruiné ses plans.
- Rygog (Lex Lang) : Rygog est le conseiller le plus fidèle de Divatox et est responsable de la navigation du Sous-marin.
- Elgar (Derek Stephen Prince) : Elgar est le neveu de Divatox à qui l'on a confié la tâche d'enlever Lerigot ainsi que de trouver deux êtres de pureté et de force à sacrifier à Maligore. Après que Jason et Kimberly aient été sauvés par les Turbo Rangers, Elgar est utilisé comme sacrifice pour libérer Maligore.
- Piranhatrons : Les Piranhatrons sont des guerriers semblables à des poissons que Divatox utilise comme soldats de base.
- Putra Pods : Les Putra Pods sont des créatures semblables à des reptiles envoyées par Divatox sur le Galion Fantôme pour s'occuper des Turbo Rangers.

#### Île de Muiranthias
- Maligore (Michael Deak) : Maligore est la "Grande Flamme de Destruction" qui était emprisonné sur l'île de Muranthias par les ancêtres de Lerigot. Il est libéré par la pirate de l'espace, Divatox, qui avait l'intention de l'épouser pour obtenir son pouvoir et sacrifier son pétrel et son neveu, Elgar, pour accomplir cette tâche. Après s'être échappé de l'intérieur du volcan, il grandit pour combattre les Turbo Rangers, mais il est finalement détruit par le Turbo Megazord.
- Manikayans : Les Manikayans sont des adorateurs de Maligore qui vivent sur l'île de Muranthias.

#### Palais Lunaire
- Rita Repulsa (Barbara Goodson) : Rita Repulsa, la sorcière intergalactique, est contactée par Divatox qui lui demande des conseils sur la façon de se débarrasser des Power Rangers, et Rita lui conseille simplement de "DÉGAGE".
- Seigneur Zedd (Robert Axelrod) : Seigneur Zedd, l'Empereur du Mal, est montré en train de dormir pendant l'appel de Divatox à sa femme, Rita Repulsa.

## Bande originale
Albums de divers artistes
Power Rangers, le film
(1995)
Liste des titres
1. Fulflej - Shift Into Turbo
2. Super Power - Power Rangers Turbo, Go! (Main Theme)
3. The Mighty Raw - Hope For The World
4. Ellen ten Damme - Turbo Time
5. Super Power - Invincible
6. The Mighty Raw - Unite!
7. Super Power - Let's Rock 'N Roll
8. OO-spies - Freewheelin'
9. Super Power - Big Bang
10. Zeo & The Mighty Raw - Power Rangers Zeo/Go Go Power Rangers (Main Theme)
11. Super Power - Go Gold Ranger
12. Super Power - Enemies Beware
13. Super Power - Here Comes The Power Again
14. Super Power - Calling For A Hero

## Accueil

### Accueil critique
Aux États-Unis, le film a reçu un accueil critique généralement défavorable :
- Sur Internet Movie Database, il obtient un score de 3,7⁄10 sur la base de 8 048 critiques[11].
- Sur Metacritic, il obtient un score très défavorable de la presse 35⁄100 sur la base de 9 critiques ainsi qu'un score défavorable du public 5,3⁄10 basé sur 11 évaluations[8].
- Sur l'agrégateur américain Rotten Tomatoes, il récolte 15 % d'opinions favorables avec une moyenne de 3,78⁄10 sur la base de 3 critiques positives et 17 négatives[9].

En France, le film a également reçu un accueil critique défavorable :
- Sur Allociné, il obtient une moyenne de 2,1⁄5 sur la base 11 critiques de la part des spectateurs[10].
- Sur SensCritique, il obtient une moyenne de 3,4⁄10 sur la base de 223 critiques dont 4 coups de cœur et 26 envies[12].

### Box-office
Le film a réalisé 9 615 840 $ de recettes lors de sa sortie en salle aux États-Unis, ce qui est très en dessous du premier long-métrage. Ce mauvais score est attribué à une campagne de promotion trop tardive.
Le film aura toutefois une seconde vie en cumulant d'excellentes ventes en vidéo, aux États-Unis comme en France, où il n'est pas sorti en salles.
| Pays ou région            | Box-office                              | Date d'arrêt du box-office | Nombre de semaines |
| ------------------------- | --------------------------------------- | -------------------------- | ------------------ |
| États-Unis (1er week-end) | 3 301 135 $                             | du 28 au 30 mars 1997      | -                  |
| États-Unis                | 8 363 899 $ 1 888 000 entrées (Approx.) | -                          | -                  |
| Total hors États-Unis     | 1 251 941 $                             | -                          | -                  |
| Total mondial             | 9 615 840 $                             | -                          | -                  |

## Distinctions

### Nominations
- Young Artist Awards 1998 : meilleur rôle masculin dans un film (Jeune acteur) pour Blake Foster[15].